# Menzel Kamel
Menzel Kamel (àrab: منزل كامل, Manzil Kāmil) és un poble del Sahel tunisió, a la governació de Monastir, situat uns 10 km al sud de M'saken i a uns 30 km Monastir i Sussa. Constitueix una municipalitat que tenia 8.432 habitants el 2014.

## Economia
Situat enmig del gran oliverar del Sahel, la població es dedica principalment a l'agricultura.

## Equipaments
A la vila s'hi celebra un mercat setmanal cada diumenge.

## Administració
Forma una municipalitat o baladiyya, amb codi geogràfic 32 20 (ISO 3166-2:TN-12).
Al mateix temps, constitueix un sector o imada, amb codi geogràfic 32 56 57, dins de la delegació o mutamadiyya de Jammel (32 56).